# Tlou Theophilus Cholo
Tlou Theophilus „Theo“ Cholo (* 1926 in Kgakana, heute Provinz Limpopo; ehemaliger Deckname Muti Rengha) ist ein ehemaliger südafrikanischer Anti-Apartheid-Kämpfer und Weggefährte Nelson Mandelas und Govan Mbekis. Mit ihnen saß er 15 Jahre lang im Gefängnis Robben Island, da er dem bewaffneten Arm des African National Congress (ANC), dem Umkhonto we Sizwe (MK), angehörte. Er gehörte 2004 bis 2014 der Provincial Legislature von Limpopo an.

## Leben
Cholos Vater war in der Gewerkschaft Industrial and Commercial Workers Union aktiv. Um seine Familie zu ernähren, in der er der älteste von acht Geschwistern war, musste Theophilus Cholo mit 19 Jahren nach Johannesburg gehen, wo er in einer Gärtnerei arbeitete. Weil er von seinem Arbeitgeber ausgebeutet wurde, war er ab 1948 in der Gewerkschaftsbewegung sowie im ANC aktiv. 1952 trat er der verbotenen Communist Party of South Africa teil. 1961 beschloss er als einer der ersten Aktivisten, sich dem MK anzuschließen. Da er als Kommandant in einer Guerilla mitwirken sollte, ging er zur Ausbildung über Bechuanaland nach China und in die Sowjetunion, insgesamt für drei Jahre. Nach anderen Angaben errichtete er 1962 zusammen mit Joe Modise die ersten MK-Trainingslager im späteren Tansania.
Bei der Rückkehr nach Südafrika wurde er in Bechuanaland verhaftet und zu drei Jahren und neun Monaten Gefängnis verurteilt, da er versucht hatte, Pistolen einzuschmuggeln. Nach dem Ende seiner Haftstrafe floh er nach Swasiland (heute Eswatini). 1969 nahm er in Tansania an der „Morogoro-Konferenz“ des MK teil. 1971 überquerte er illegal mit fünf weiteren Mitgliedern einer Zelle die Grenze und lebte fortan unter dem Decknamen Muti Rengha im Untergrund; nach fünf Monaten wurde er im Jahr 1972 erneut verhaftet, in der Folge gefoltert und 1973 als Teil der Great Pretoria Six wegen „Terrorismus“ zu 16 Jahren Haft auf Robben Island verurteilt. 1988 wurde er freigelassen; er zog zum erneuten Widerstandstraining in die Tschechoslowakei, bis er vom ANC zurückgerufen wurde. Unter anderem wurde er ANC-Vorsitzender in seinem Wohnort Soshanguve, einem Township aus der Zeit der Apartheid, das zur City of Tshwane gehört. 2004 bis 2014 gehörte er der Provincial Legislature von Limpopo an.
Cholo ist verheiratet und hatte zwei Söhne, von denen einer einem Raubmord zum Opfer fiel.

## Ehrungen
- 2009 erhielt er den Order of Luthuli in Silber.[5]